# 新莊文昌祠
25°02′16″N 121°27′24″E / 25.0377963°N 121.4567329°E
新莊文昌祠位於臺灣新北市新莊區，為一間主奉文昌帝君的廟宇，於1985年8月19日公告為三級古蹟，後改為直轄市定古蹟。文昌祠最初於1813年建在新莊慈祐宮右側，《淡水廳志》記載為淡水廳五文昌祠之一，1875年遷建於現址。

## 沿革

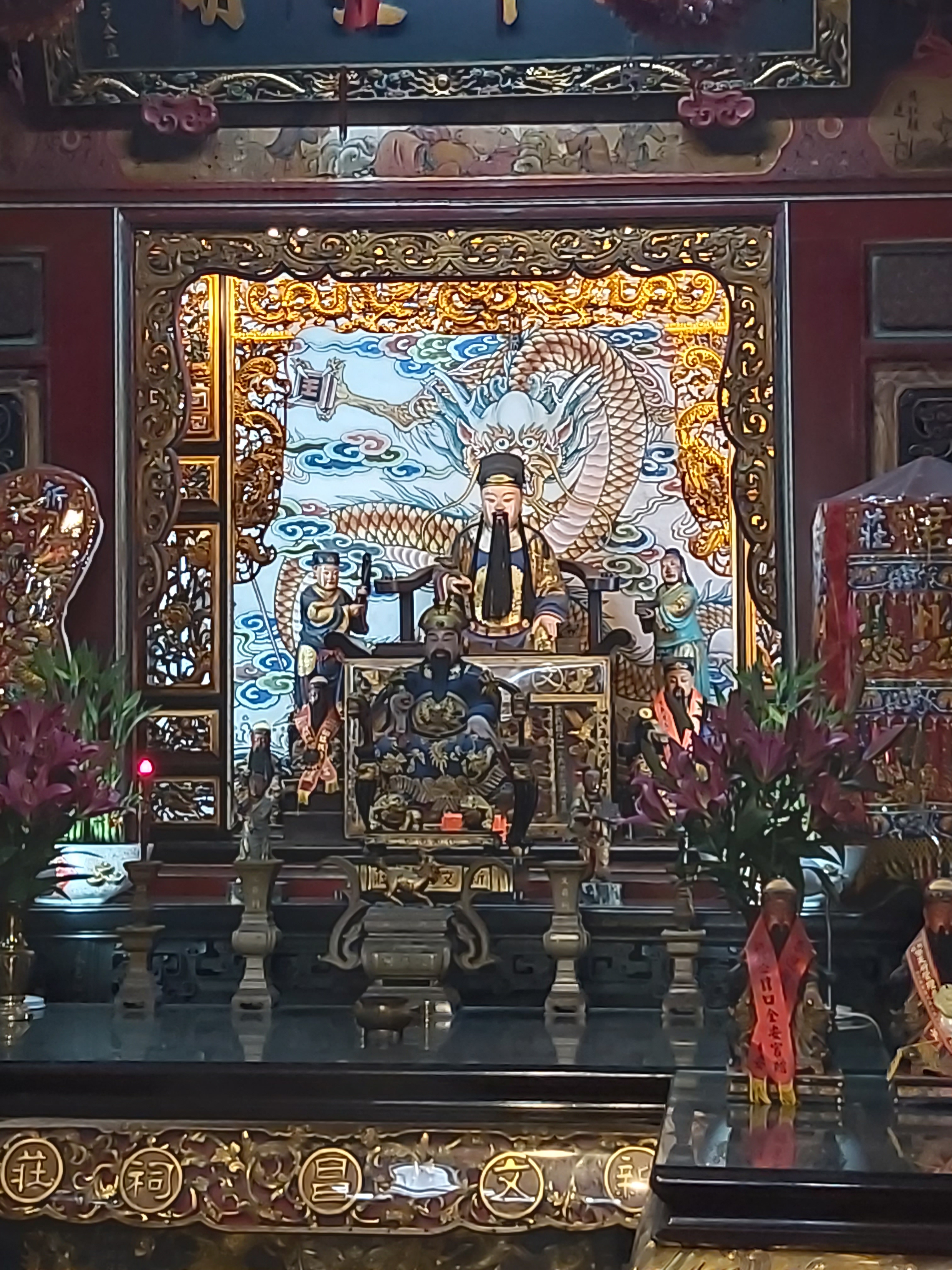
正殿文昌帝君聖像

新莊本無文昌廟，後來艋舺縣丞曹汝霖在嘉慶十八年（1813年）倡修慈祐宮，因為完工後還有餘款，遂在慈祐宮右側興建文昌祠，供奉原配祀在慈祐宮內的文昌帝君神像。後因原祠面積過小，光緒元年（1875年）艋舺縣丞傅端銓及士紳陳式璋等鳩資，將文昌祠遷建到現址，並在文昌祠左側護龍設兼作義塾之用的「崇文閣」。
到了臺灣日治時期之初，總督府於明治卅一年（1898年）成立「臺北國語傳習所新莊分教場」，借用文昌祠作為校舍，後來該校在該年公學校令發佈後改為「興直堡公學校」，是現在新莊國小的前身。但文昌祠的崇文閣依然持續辦理漢文補習教育，直到皇民化運動時期才被停辦。
興直堡公學校遷出文昌祠後，新庄區區長林明德曾在大正三、四年（1914、1915年）左右重修。皇民化運動時期，除了漢文教育遭到禁止以外，文昌祠的香火也因為神道教的推行而衰弱，早晚的燒香點火與維護，皆由旁邊的品珍號食品行負責:70。
二次大戰後，新莊的臺北縣參議員林世南為了辦理文昌祠的所有權財產登記，在民國卅五年（1946年）6月23日於慈祐宮召開信徒大會，在123名信徒代表參與下，選出林世南、陳塗（鎮民代表會主席）與鄧蘇松（鎮民代表）為新任管理人，並在同年7月29日呈報此結果:70。民國卅七年（1948年）文昌祠舉辦大型祭孔儀式，參與者約有2000多人，使得文昌祠的香火一度復甦:70。但隔年（1949年）中華民國中央政府遷臺，文昌祠遭政府單位進駐直到民國五十年代（1960年代）:71。後來新莊鎮公所又在民國六十年（1971年）在文昌祠內成立「明德托兒所」，民國七十六年（1987年）8月才遷出並改稱「文昌托兒所」:71。而在托兒所時期，文昌祠在民國六十年到六十四年（1971年－1975年）曾打算重修，但因為經費問題，只新建照牆和山門、翻修屋頂、塑完前殿山牆內側泥塑壁飾的粗胚，並將外埕地面全鋪上水泥。
《文化資產保存法》公布後（1982年），新莊文昌祠第一屆管理委員會在民國七十三年（1984年）成立，由簡天賜擔任第一屆主委:71。而歷經文昌祠公告為古蹟與托兒所遷出後，文昌祠在民國八十年（1991年）恢復祭祀功能，並於兩年後（1993年）的2月23日重新舉辦三獻禮祭典:71。民國八十四年（1995年）文昌祠再次重修，並將東側廂房改成兩層樓之文物館:72。民國八十九年（2000年）竣工後，文昌祠移交給管理委員會，而後管理委員會又增建祿馬室，添增神龕等設施直到民國九十一年（2002年），並在該年1月26日舉辦連續三天的恭行重修慶成安座大法會:72。

## 建築與文物

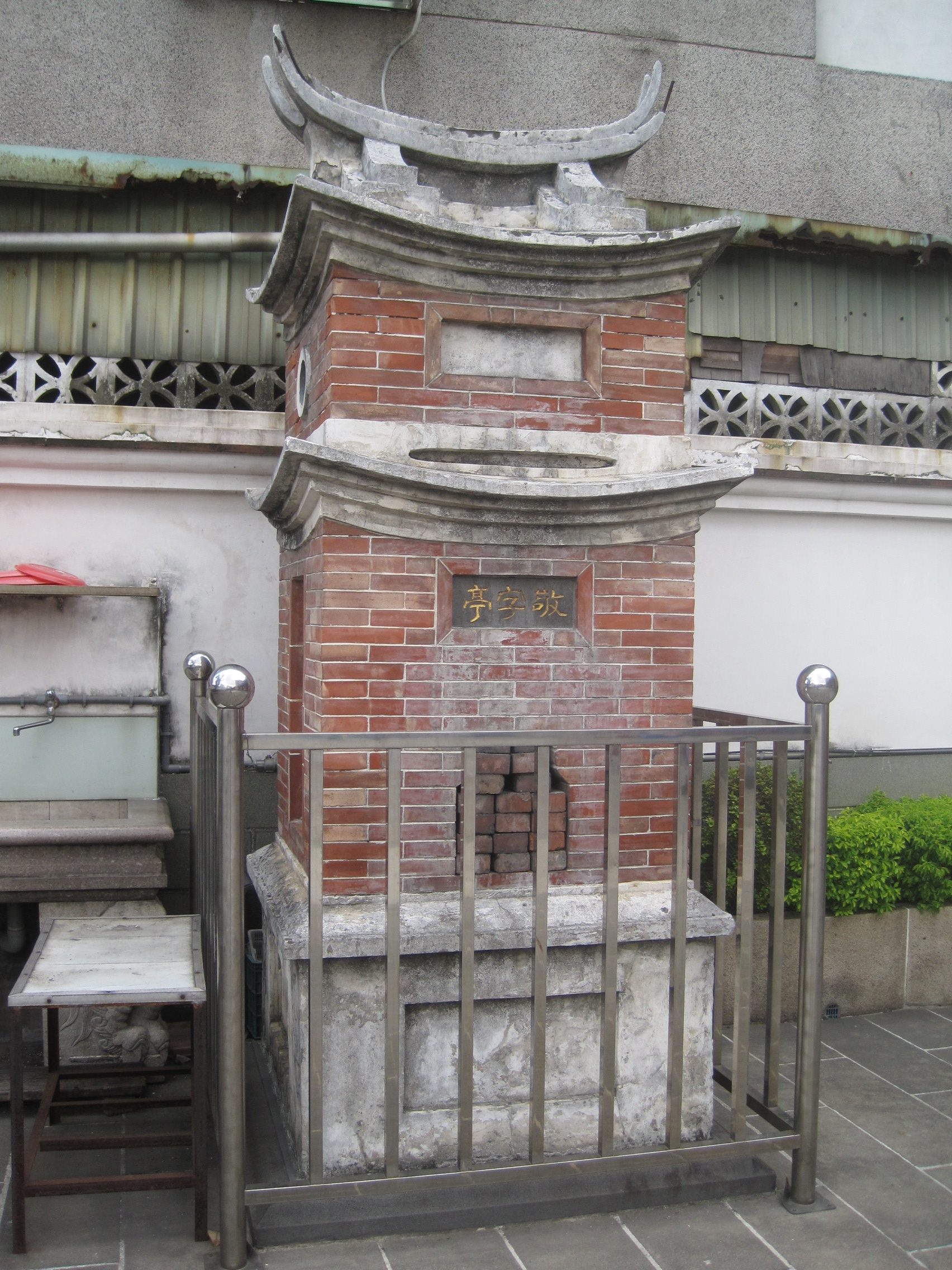
敬字亭

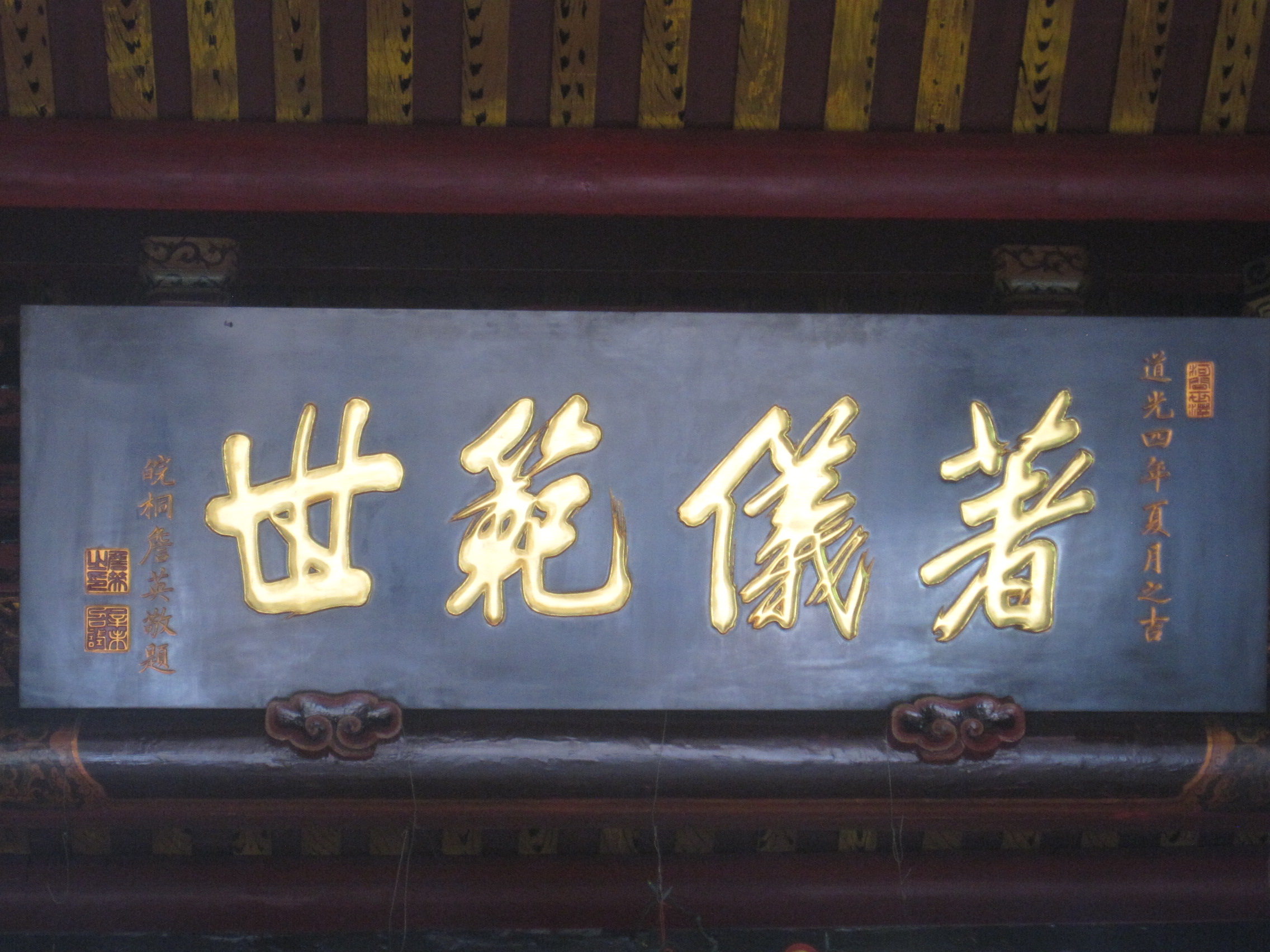
著儀範世匾

新莊文昌祠古蹟主體是三開間二進二廊式的建築，三川殿前方建有照牆，信徒要進出得走旁邊的山門。據說這是當時建祠時為激勵新莊士子奮發向上，故仿照孔廟建築格式，要等到新莊地區出狀元之後才將照牆打掉改做正門，讓狀元從正門進入祭拜:77。但新莊地區最終只有出過舉人，故文昌祠的照牆保留至今:77。進入三川殿，過了兩側走廊與內埕，便是正殿。在文昌祠正殿中，中央供奉文昌帝君，左廳供奉魁斗星君，右廳供奉歷代聖賢牌位:79。
文昌祠東廂為兩層樓的文物館，一樓有太歲殿、祿馬殿、功名燈殿、瘟祖殿，二樓為文物保存展示處，平日很少開放，地下室則是社區才藝研習場所:88。
祠中文物除了神像，舊供桌外，主要有古匾「著儀範世」與「天下文明」，但「天下文明」匾已失竊，現懸掛者為仿作，「著儀範世」匾也被廟方收起另外保存，改掛複製品:98。此外在三川門外有一敬字亭，但因為常被信眾誤以為是金爐而被廟方用磚頭塞住亭口:100、101。

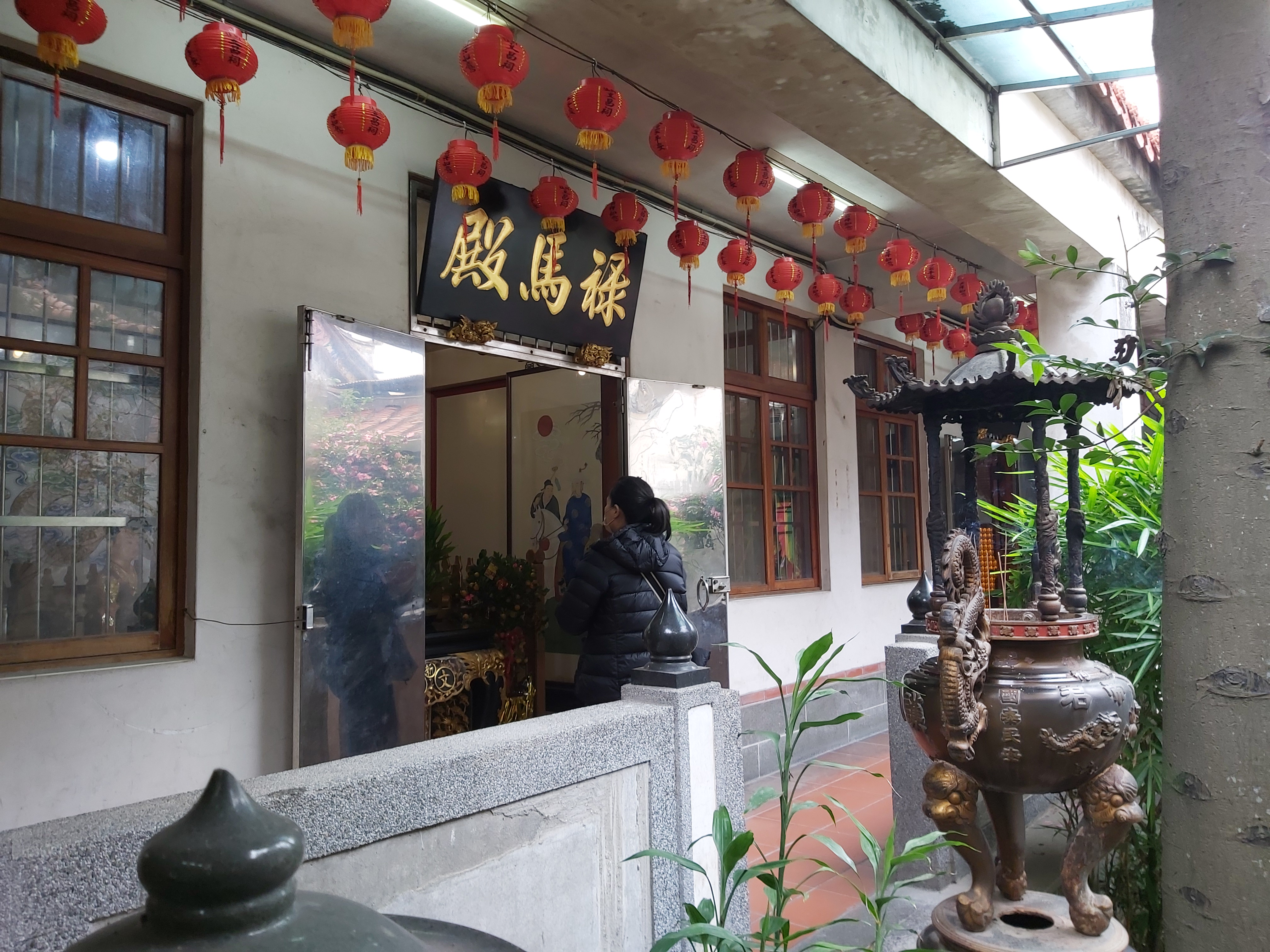
祿馬月老殿
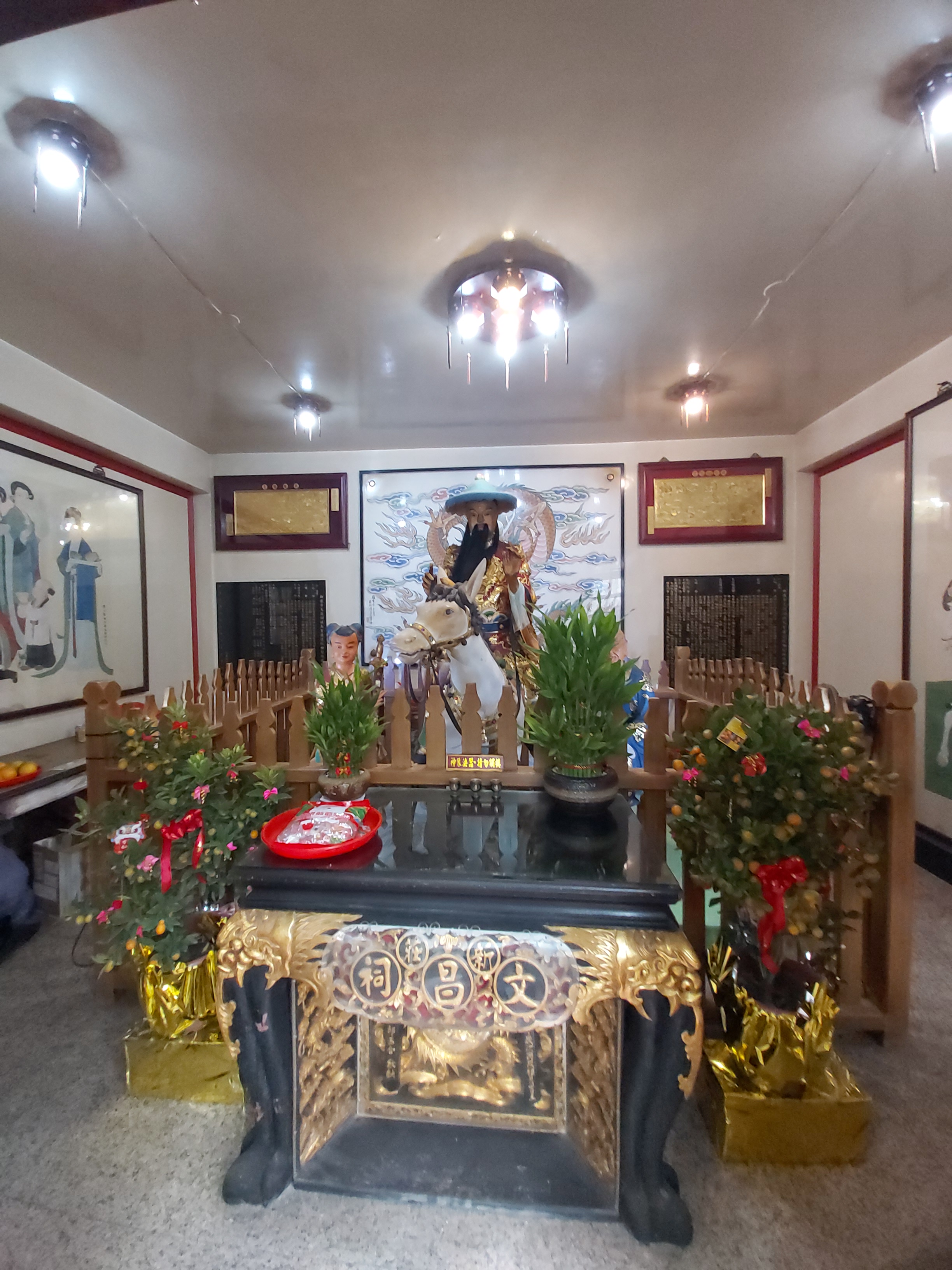
祿馬
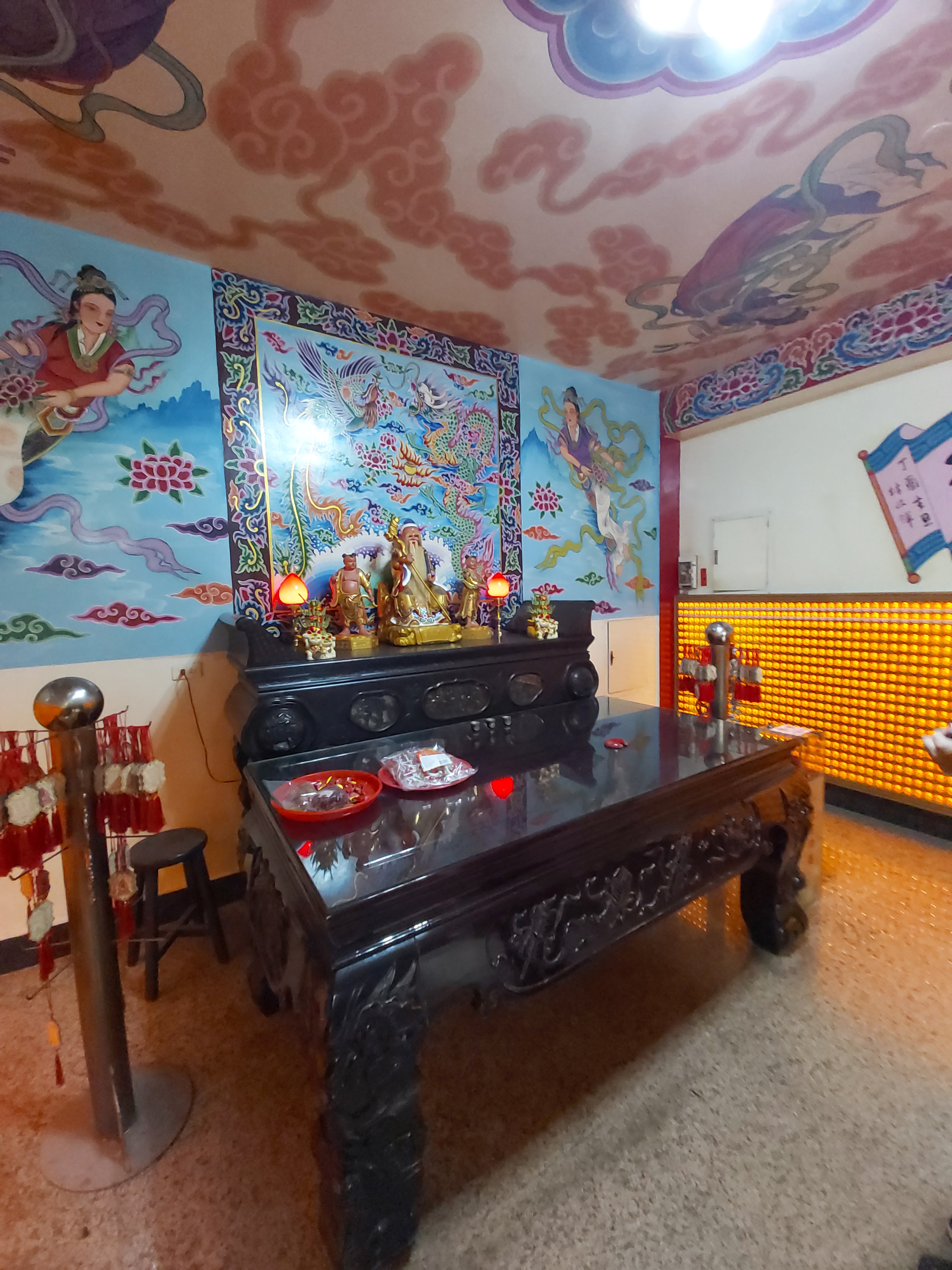
月老

## 祀神與活動
新莊文昌祠奉祀有文昌帝君（兩旁供奉天聾、地啞）、魁斗星君、瘟祖、祿馬神、月老星君等神祇。

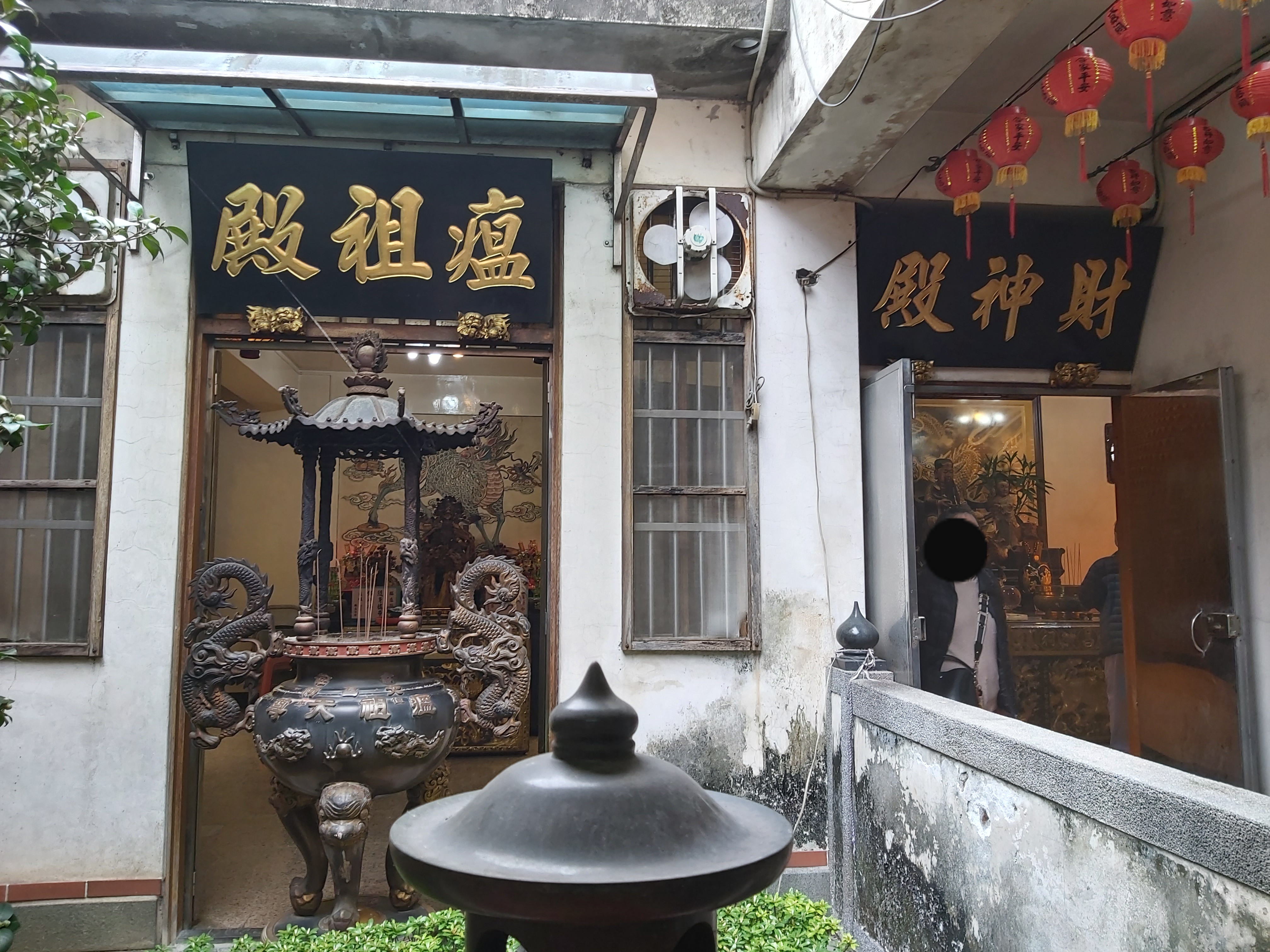
瘟祖財神殿
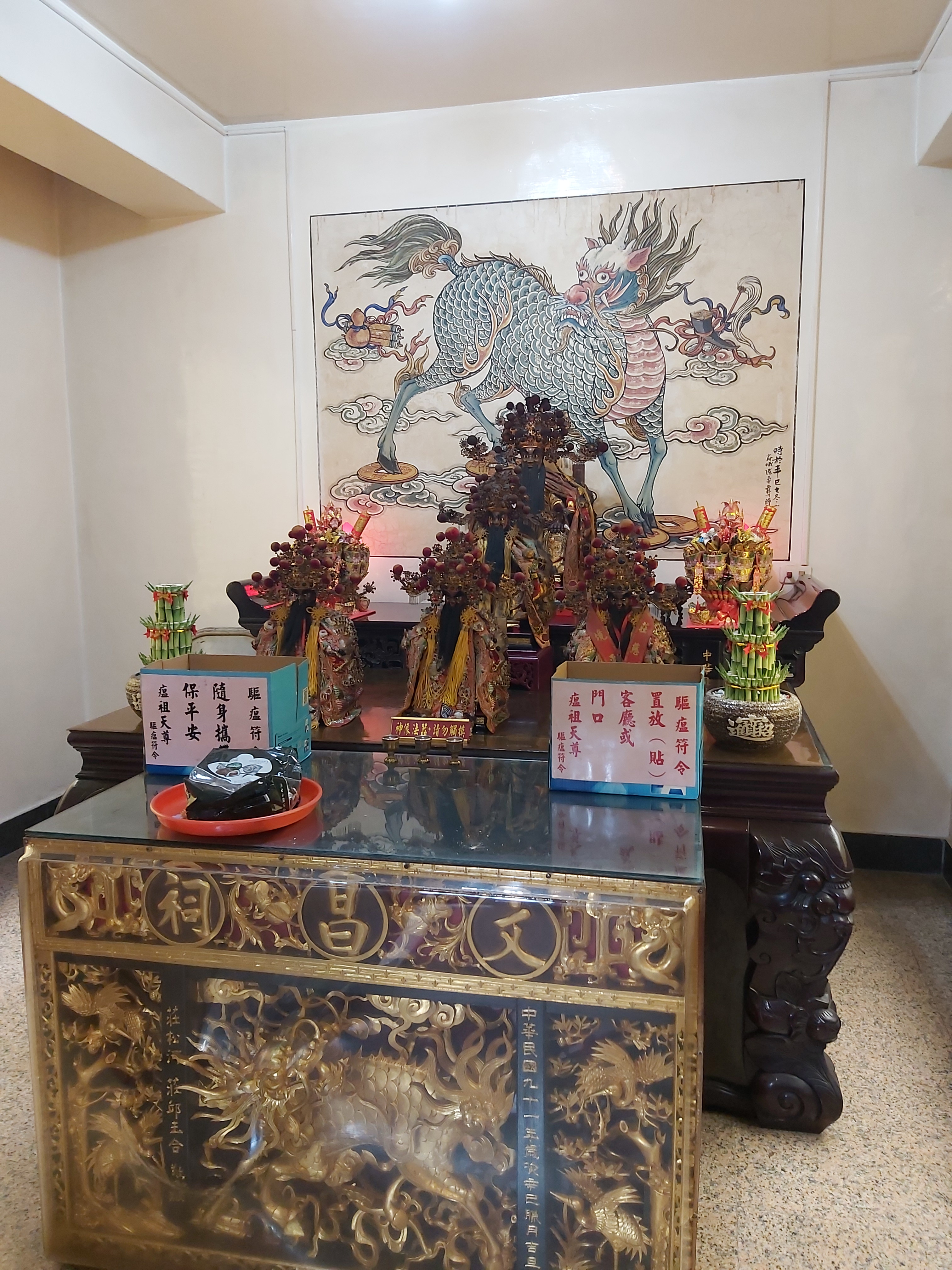
瘟祖
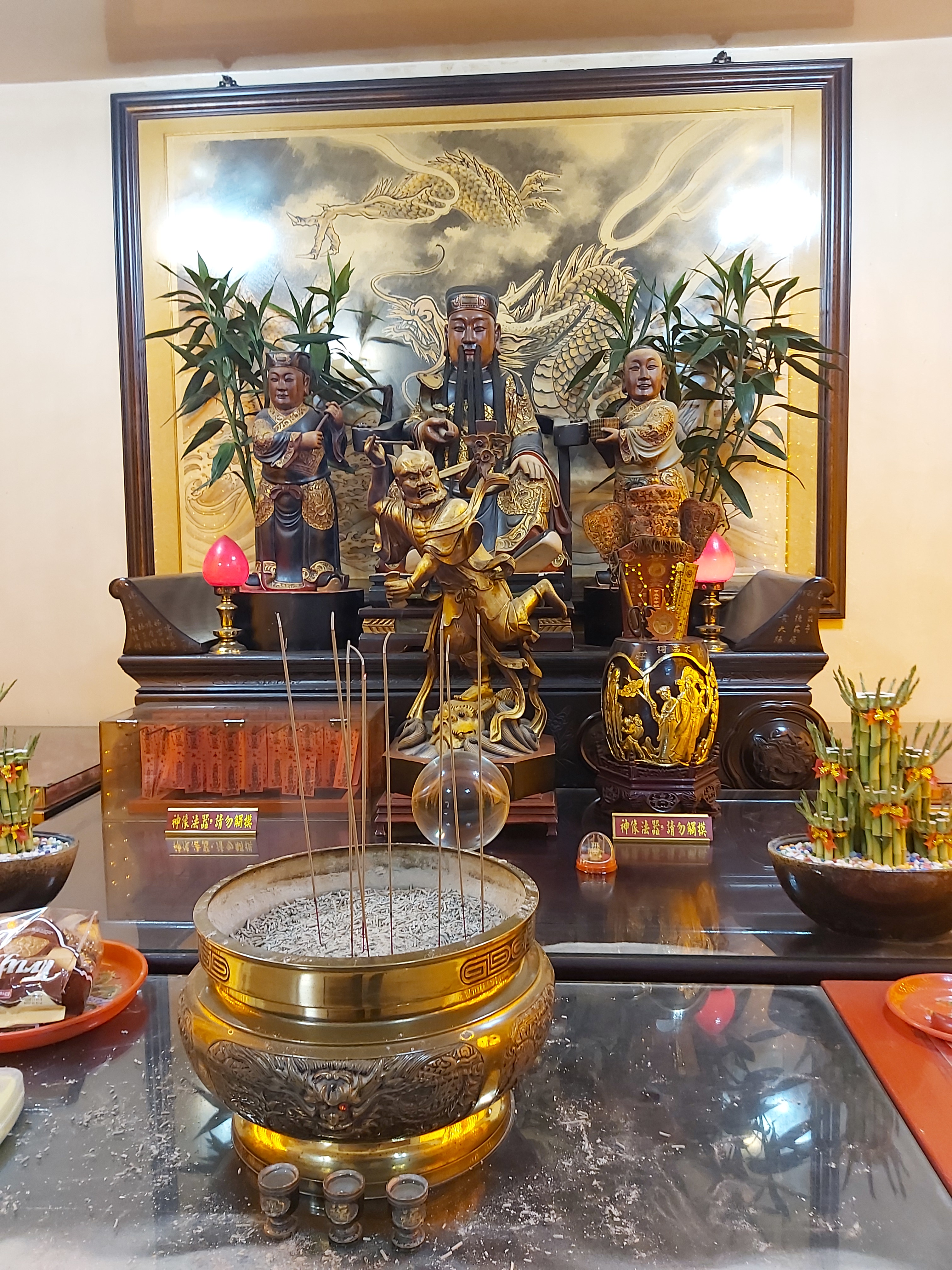
財神

文昌祠主要的祭祀活動是文昌帝君聖誕，此外尚會配合教育部舉辦的全國性考試訂定相關祭典、法會:106。而新莊地區每年農曆五月初一的大拜拜，幾乎各宮廟之神明都會參與遶境，唯獨文昌祠不會參與，此傳統或與所謂「子不語怪力亂神」有關。

### 文昌帝君聖誕
於每年農曆二月初二、初三、初四舉行「文昌帝君聖誕禮斗法會」，會由道士誦經為文昌帝君祝壽，此外信眾會帶供品安置於祭壇上:108。信眾亦可報名參加禮斗法會，而禮斗又分為文昌帝君斗、魁星斗、功名斗，另外報名者可領取文昌帝君的壽麵與壽桃:108。
此外在聖誕當日會參考清朝官祀規制進行三獻禮，此日亦是文昌祠的春祭:110。而秋季則是農曆七月七日魁斗星君誕辰，但因非文昌祠主神且未列入官祀，所以不會舉辦三獻禮，也只在當日舉辦聖誕法會:110。
而在文昌帝君聖誕晚上，則會進行延壽斗科法會，源自舊時迎請文昌帝君遶境驅除瘟疫的舊俗:111。而在進行時會由儀仗隊、鑼鼓隊與道士誦經團開道，信眾提著文昌祠燈籠通過烘爐火與七星橋後，依序前往新莊土地公廟、廣福宮、慈祐宮、武聖廟，再返回文昌祠，全程參與者可拿到智慧筆、智慧糖、智慧糕:111。

### 功名燈祈福消災法會
每年農曆十一月初一開始接受次一年的功名燈申報，廟方會將申報者資料安置在功名燈殿各個燈座上，並於大年初一到初三舉行法會，而大年初一還會舉行點燈儀式，之後每個月會舉辦一次法會，而如果該月有神明聖誕或聯考功名祈福法會則會合併舉行:122。農曆十二月則會舉行「功名燈謝燈圓滿法會」，法會後會開始清理燈座為來年做準備:123。

### 聯考功名祈福法會
配合像是大學學測、大學指考、四技二專統測等全國性考試舉辦，會在考試前一天舉行，分為三場:124。參加者需要帶蔥（象徵「聰明」:133）、芹菜（象徵「勤快、勤學」:133）、菜頭（象徵「好彩頭」:133）與圓形水果前來祭拜，親自讓法師進行「祭解」（制解）:126。考生返家後須將參加祭解的衣物放在枕頭下，並將領到的功名米與家中的米混合後煮來吃，祭拜用的蔥、芹菜、菜頭也要吃下:129。此外還要在返家後與考試當天早上喝三口符水，剩下的符水則用來擦臉、胸、手腳，之後穿著祭解過的衣物、帶著祭解過的文具應試:129。

## 其他
從前新莊有塊「公田」，招設佃農，可收近百石租穀，作為敬義閣（新莊武聖廟）、崇文閣（新莊文昌祠）舉行祭典的經費，但因為三七五減租、耕者有其田等政策使得兩組織失去此一經費來源。

## 註解
1. ↑  清代淡水廳只有五間文昌祠，分別在：新竹、桃園、新莊、板橋、士林。《淡水廳志·典禮志》：「文昌祠，一在廳治東門內，嘉慶八年同知胡應魁建，道光十七年同知婁雲修。一在新莊街，嘉慶十八年縣丞曹汝霖捐建。一在芝蘭堡，有記。一在桃仔園，同治六年，同知嚴金清諭紳董李鵬芳、徐玉衡捐建。一在枋橋街，同治二年，紳士林維讓、林維源捐建。」
2. ↑  位置即1983年所建的「榮和活動中心」所在地[4]。
3. ↑  隸屬於臺北廳新庄支廳。
4. ↑  《新莊市志》的〈宗教篇〉記為「民國四年（大正四年）」，〈古蹟篇〉記為「民國三年（大正三年）」[4]。
5. ↑  據說為文昌帝君化身，在四川梓橦曾降服五瘟[1]:92。
6. ↑  象徵官祿，亦說是文昌帝君的座騎[1]:90。